# 呼び捨て
呼び捨て（よびすて）とは、他人の名前（人名）を呼称する際に、敬称をつけず名前のみをもちいて呼称することである。

## 概説
日本では古くから礼儀作法を重んじる文化背景があるため、目上の人物を呼び捨てにする行為は特に年配者ほど悪い意味にとらえがちである。現代の日本社会では相手を名前で呼ぶことを避け、相手の苗字に「さん」または「課長」「教授」といった役職名を付けて呼ぶのが一般的であり、新聞など各マスメディアでも採用されているが、学校など教育機関においても近年、相手をあだ名で呼ぶことが禁じられ、苗字に「さん」付け運動が進むほど浸透している。これは公共の場において特定人物の特別扱いを避け、自分は社会の構成員の一人であるという帰属意識を持たせる効果があると信じられ、学習院大学で敬宮愛子内親王を指導した中野貴文も、たとえ皇族であろうが学生である以上、常に他者と平等であらねばならないとの考えから、彼女のことを「敬宮さん」と称号を苗字のようにして呼んでいたほどである。ただし、親しい人物や、目上の者から目下の者に対する呼び捨てはごく一般的で、芸能人なども呼び捨ての対象となっている。いっぽう欧米では特に理由がなければファーストネームや愛称で呼び合うのが当たり前。日本では単に呼び捨てにすることが軽蔑の目的になるという特徴もあるが、自分にとって好ましくない人に対して使い、目上や年上の人に対してのみならず、その意思をしめすことができる。
なお歴史上では、戦国時代など、官職名ではなくあえて実名で呼び、さらに敬称をつけずに呼び捨てにするのが、最上級の敬意を表す事例がある。

## 報道における呼び捨て
事件報道やノンフィクション作品では、犯罪者や被疑者、被告人の氏名が呼び捨てにされることがある。ただし1980年代半ば以降、基本的に被疑者や被告人が呼び捨てにされることはない。一部のタブロイド系メディアでは呼び捨てを行うケースがある。
スポーツ界においては、新聞のスポーツ記事やテレビやラジオのスポーツニュースでは文章の簡潔さを求めるため、選手に対しては監督やコーチ、親方などを除いてほとんど呼び捨てである。また、審判や行司さえ呼び捨てする場合が多い。

芸能人に対しては、芸能記事などでは敬称をつけることはほとんどない。ただし芸能界からの引退により一般人になる、国会議員などの公職に就くかその候補（予定）者となる、死亡などにより「〜さん」「〜氏」などの敬称つきとなる（ナタリーなど一部の専門メディアでは、訃報記事でも呼び捨ての場合がある）。また現役の場合でも、その人物の本来のフィールドであるスポーツや芸能ではない社会面などで取り扱われる場合（事件・事故に巻き込まれた場合など）は敬称つきで報道されることもある。そのいっぽうで死亡して年月がたつと慣例上呼び捨てにする場合も多い。一方で、芸能人が被疑者となった場合に一部のテレビなどにおいては「〜メンバー」「〜司会者」「〜タレント」などといった肩書を付けた呼称にすることがあり、かえって批判されることもある。
皇族については呼び捨てにすることはなく、「陛下」「殿下」「さま」などの敬称をつけることが通常である。

## 文献における呼び捨て
歴史上の人物などは、例えば源頼朝、徳川家康のように、呼び捨てにするのが通例である。ただし天皇・皇族に関しては、後白河天皇を雅仁、以仁王を以仁などと呼び捨てにすることは基本的にない（諱も参照）。
学術論文においては、日本人名（特に存命中の人物）に関しては呼び捨てがはばかられるが、同国以外の人物（以下「外国人」と表記）に関しては自然に呼び捨てがなされる場合がある。そのため、外国人名・日本人名が併記される文献においては、日本人名のみ敬称をつけるのは不自然になるため、カタカナ表記やローマ字表記で呼び捨てにされる場合が見られる。例えば、物理学の論文でアルベルト・アインシュタイン、ニールス・ボーアなどといった外国人名とあわせて、湯川秀樹といった日本人名が記述される場合、漢字表記を避けて「ユカワ」あるいは「Yukawa」などと表記される例が見られる。ただし、漢字表記のまま「湯川」という風に、呼び捨てにしている学術論文も多い。
分野によって慣習の差異が大きく、法学の論文においては日本人研究者の名前に敬称（「先生」）を付ける傾向が見受けられ、理系分野の論文では敬称を付けない傾向が見受けられる。

## マナーにおける呼び捨て
組織の所属する一人物を身内以外の者がたずねてきた場合は、目上目下関係なく呼び捨てで回答するのが礼儀とされる。
また妻が夫を対外的に呼称する際は、「うちの主人（者）は…」という他に、姓の呼び捨て（例：「中村は…」）を使うこともある。